# Placosaris galogalis
Placosaris galogalis là một loài bướm đêm trong họ Crambidae.